# 葛文號驅逐艦 (DD-71)
葛文號驅逐艦（舷號DD-71）是一艘隸屬於美國海軍的驅逐艦，為考德威爾級驅逐艦的三號艦。她是美軍第二艘以葛文為名的軍艦，以紀念美國內戰時期的海軍軍官威廉·葛文（William Gwin）。
葛文號在1917年於西雅圖造船及船塢公司開始建造，在同年下水服役，其時美國已參與第一次世界大戰。接著葛文號由太平洋調往大西洋，主要留在美國東岸巡航。戰後葛文號在1922年退役，並在1937年葛文號除籍，於1939年並出售拆解。